# Manny Melchor
Manny Melchor (* 14. März 1969 in Mansalay, Philippinen) ist ein ehemaliger philippinischer Boxer im Strohgewicht. 

## Profikarriere
Im Jahre 1985 begann er erfolgreich seine Profikarriere. Am 6. September 1992 boxte er gegen Fahlan Sakkreerin um den Weltmeistertitel des Verbandes IBF und gewann nach Punkten. Diesen Gürtel verlor er allerdings bereits in seiner ersten Titelverteidigung im Dezember desselben Jahres an Ratanapol Sor Vorapin.
Im Jahre 2002 beendete er seine Karriere.